# Bob MacKinnon
Robert A. "Bob" MacKinnon (Dunkirk, Nueva York, 5 de diciembre de 1927-7 de julio de 2015) fue un jugador, entrenador y dirigente deportivo estadounidense que dirigió durante una temporada a los Buffalo Braves y en dos etapas a los New Jersey Nets de la NBA, ejerciendo en ambas franquicias como general manager. Durante 14 temporadas entrenó a los Canisius Golden Griffins de la liga universitaria.

## Trayectoria deportiva

### Jugador
Jugó durante cuatro temporadas con los Golden Griffins del Canisius College, siendo elegido en su última temporada en el segundo equipo All-American por la revista Sporting News, tras anotar 228 puntos en su temporada sénior.
Jugó como profesional una temporada con los Utica Pros de la ABL. Jugó además el béisbol en los equipos dependientes de los Brooklyn Dodgers en las ligas menores.

### Entrenador

#### Universidad
Comenzó su andadura como entrenador en el Canisius High School en 1951, donde conseguiría un récord de 36 victorias y sólo dos derrotas en dos temporadas. En 1953 aceptó el puesto de entrenador de béisbol del Canisius College, entrenador del equipo de novatos de baloncesto y entrenador asistente en el cuadro de especialidades deportivas de la universidad. Fue ascendido a entrenador principal del equipo de baloncesto y director atlético en 1958. Se mantuvo en el cargo durante 14 temporadas, en las cuales consiguió 142 victorias y 163 derrotas.

#### Profesionales
En 1972 fichó como asistente y ojeador para los Buffalo Braves de la NBA. Allí pasó dos temporadas hasta que fue contratado por los Spirits of St. Louis de la ABA como entrenador principal. Sustituyó en el puesto a Larry Brown, y consiguió en su única temporada en el equipo 32 victorias y 52 derrotas, aunque a pesar de ello logró clasificar a los Spirits para los playoffs, cayendo en las finales de división ante los Kentucky Colonels.
Volvió a los Braves en 1977 para sustituir de forma interina a Tates Locke. Dirigió 7 partidos, logrando 3 victorias, hasta ser reemplazado por Joe Mullaney. Continuó al año siguiente como asistente de Cotton Fitzsimmons, y tras desempeñar el mismo puesto en los Boston Celtics recaló en los New Jersey Nets, donde mediada la temporada 1980-81 sustituyó a Kevin Loughery en el puesto de entrenador principal. Ganó 12 partidos y perdió 35 durante el resto de la temporada.
Regresó a los Nets en 1985 como asistente de Dave Wohl, al que reemplazó de forma interina durante la temporada 1987-88, dirigiendo 39 partidos, de los cuales 10 se saldaron con victoria, antes de ser sustituido por Willis Reed.

#### Estadísticas
| Equipo               | Liga | Temp.   | P   | V  | D   | %V-D | Finalizó         | PP | VP | DP | %V-DP | Resultado                     |
| -------------------- | ---- | ------- | --- | -- | --- | ---- | ---------------- | -- | -- | -- | ----- | ----------------------------- |
| Spirits of St. Louis | ABA  | 1974-75 | 84  | 32 | 52  | .381 | 3.º en Este      | 10 | 5  | 5  | .500  | Pierde en Finales de División |
| Buffalo Braves       | NBA  | 1976-77 | 7   | 3  | 4   | .429 | 4.º en Atlántico | -  | -  | -  | -     | No playoffs                   |
| New Jersey Nets      | NBA  | 1980-81 | 47  | 12 | 35  | .255 | 5.º en Atlántico | -  | -  | -  | -     | No playoffs                   |
| New Jersey Nets      | NBA  | 1987-88 | 39  | 10 | 29  | .256 | 5.º en Atlántico | -  | -  | -  | -     | No playoffs                   |
| Total                |      |         | 177 | 57 | 120 | .322 |                  | 10 | 5  | 5  | .500  |                               |